# Franz Krieger (Musikwissenschaftler)
Franz Krieger (* 1963 in Wagna) ist ein österreichischer Jazzforscher und Jazzmusiker.

## Leben und Wirken
Krieger erhielt mit sechs Jahren Unterricht am Klavier, aber auch an Gitarre und Akkordeon. 1975 war er bereits als Organist tätig. Nach der Matura 1981 studierte er an der Hochschule für Musik und darstellende Kunst Graz (Musikpädagogik mit Hauptfach Klavier) und der Universität Graz (Geschichte und Sozialkunde). Nach der Sponsion zum Magister vertiefte er seine Studien im Bereich Klavier (Klassik) und Jazz. Er verfasste eine musikwissenschaftliche Dissertation zum Thema Untersuchungen zum Stilwandel im Jazz-Solopianospiel am Beispiel ausgewählter Body and Soul-Aufnahmen zwischen 1938 und 1992 (1995). Zwischen 1991 und 1999 war er Hochschulassistent am Institut für Jazzforschung der Kunstuniversität Graz, wo er im Jahr 2000 zum Professor und stellvertretenden Institutsvorstand ernannt wurde. Daneben betrieb er eine Dissertation zum Thema Strukturierung und musikalische Befähigung, die er 2003 erfolgreich abschloss, auch habilitierte er sich im Fach Popularmusik.
Seine Forschungsschwerpunkte sind neben der Geschichte und aktuellen Entwicklung des Jazzpianos die Transkription und (vergleichende) musikalische Analyse von Musiktiteln. 2002 wurden seine musikwissenschaftlichen Leistungen mit dem Josef-Krainer-Preis als außergewöhnlich gewürdigt.
Krieger ist Mitherausgeber der Publikationsreihen Jazzforschung / Jazz Research, Beiträge zur Jazzforschung / Studies in Jazz Research und Jazz Research News. Daneben ist Krieger auch als Musiker aktiv und spielt u. a. im Swing Quartett Graz.

## Veröffentlichungen (Auswahl)
- Society Blues. Zur Geschichte und Analyse der ersten schwarzen Jazz-Schallplattenaufnahmen, in: Jazzforschung / Jazz Research 24 (1992)
- Jazz-Solopiano. Zum Stilwandel am Beispiel ausgewählter »Body and Soul«-Aufnahmen von 1938–1992, in: Jazzforschung / Jazz Research 27 (1995)
- Herbie Hancock in seiner Zeit bei Miles Davis: Transkription und Analyse ausgewählter »My Funny Valentine«-Soli, in: Jazzforschung / Jazz Research 30 (1998)
- Musikalische Übernahmen und Originalität bei Herbie Hancock, in: Jazzforschung / Jazz Research 38 (2006)
- Zur aktuellen harmonischen Sprache in Popularmusik und Jazz, in: Jazzforschung / Jazz Research 40 (2008)
- Gesangsstile im Vergleich: ›All The Things You Are‹ im Bereich von Musical, Jazz und abendländischer Kunstmusik, in: SAMPLES Online-Publikationen des Arbeitskreises Studium Populärer Musik e.V. 9 (2010)